# Kenneth Denton Simmons
Kenneth Denton Simmons (Columbia County (Wisconsin), 4 augustus 1904 – ?) was een Amerikaans componist, muziekpedagoog en dirigent.

## Levensloop
Simmons studeerde aanvankelijk privé in Madison (Wisconsin). Aansluitend studeerde hij aan de Universiteit van Wisconsin in Madison in Madison (Wisconsin), waar hij ook zijn Bachelor of Science en zijn Master of Science behaalde. Verder studeerde hij aan de Universiteit van Iowa in Iowa City en promoveerde aldaar tot Ph.D. (Philosophiæ Doctor). 
Aansluitend werd hij tweede dirigent van de harmonieorkesten van de Universiteit van Wisconsin in Madison in Madison (Wisconsin), naast Raymond F. Dvorak. Van 1941 tot 1950 was hij docent voor houtblaasinstrumenten en dirigent van het harmonieorkest aan het Grinnell College in Grinnell (Iowa) en van 1950 tot 1958 in dezelfde functie aan de Illinois Wesleyan Universiteit in Bloomington.

## Composities

### Werken voor harmonieorkest
- 1948 Rhumbana
- 1948 To the Pioneers, ouverture
- 1952 Nightfall on the prairie, nocturne voor harmonieorkest